# Marathon van Rome 2015
De marathon van Rome 2015 vond plaats op zondag 22 maart 2015. Het was de eenentwintigste editie van deze marathon. Naast een hele marathon was er ook een wedstrijd over de halve marathon.
De marathon bij de mannen werd gewonnen door de Ethiopiër Abebe Negewo in 2:12.23. Hij bleef zijn landgenoot Birhanu Addisie slechts negen seconden voor. Bij de vrouwen eveneens een landgenote het sterkst: Meseret Kitata zegevierde in 2:30.25.
In totaal finishten 11.518 marathonlopers de wedstrijd, waarvan 9258 mannen en 2260 vrouwen.

## Marathon

### Mannen
| rang   | naam                | land | tijd    |
| ------ | ------------------- | ---- | ------- |
| Goud   | Abebe Negewo        | ETH  | 2:12.23 |
| Zilver | Birhanu Addisie     | ETH  | 2:12.32 |
| Brons  | Jamel Chatbi        | ITA  | 2:14.04 |
| 4      | Feyera Gemechu      | ETH  | 2:15.05 |
| 5      | Ruggero Pertile     | ITA  | 2:15.40 |
| 6      | Weldon Kiprono      | KEN  | 2:22.18 |
| 7      | Tekeste Nekatibebe  | ETH  | 2:25.58 |
| 8      | Michael Kalomoiris  | GRE  | 2:29.30 |
| 9      | Tolwalk Meseret     | ETH  | 2:30.25 |
| 10     | Kifle Alem Fikre    | ETH  | 2:31.01 |
| 11     | Marco Detogni       | ITA  | 2:35.37 |
| 11     | Calcaterra Giorgio  | ITA  | 2:34.26 |
| 12     | Liberatore Domenico | ITA  | 2:34.31 |
| 13     | Lorenzo Giulio      | ITA  | 2:34.59 |
| 14     | Marco De Togni      | ITA  | 2:35.37 |
| 15     | Vincenzo Tanca      | ITA  | 2:36.09 |

### Vrouwen
| rang   | naam                  | land | tijd    |
| ------ | --------------------- | ---- | ------- |
| Goud   | Meseret Kitata        | ETH  | 2:30.25 |
| Zilver | Fikre Kifle           | ETH  | 2:31.01 |
| Brons  | Deborah Toniolo       | ITA  | 2:36.30 |
| 4      | Annelie Johansson     | SWE  | 2:40.05 |
| 5      | Anastasia Kushnirenko | RUS  | 2:40.23 |
| 6      | Irina Smolnikova      | KAZ  | 2:43.06 |
| 7      | Jane Fardell          | AUS  | 2:45.07 |
| 8      | Maurizia Cunico       | ITA  | 2:52.39 |
| 9      | Renée Vranken         | NED  | 2:55.31 |
| 10     | Silvia Luna           | ITA  | 2:57.15 |

1982 ·
1983 ·
1984 ·
1985 ·
1986 ·
1987 ·
1988 ·
1989 ·
1990 ·
1991 ·
1995 ·
1996 ·
1997 ·
1998 ·
1999 ·
2000 ·
2001 ·
2002 ·
2003 ·
2004 ·
2005 ·
2006 ·
2007 ·
2008 ·
2009 ·
2010 ·
2011 ·
2012 ·
2013 ·
2014 ·
2015 ·
2016 ·
2017